# The Monkees (album)
Albums de The Monkees
More of the Monkees
(1967)
Singles
1. Last Train to Clarksville
Sortie : août 1966
2. (Theme from) The Monkees (en)
Sortie : février 1967
3. I Wanna Be Free (en)
Sortie : mai 1967

The Monkees est le premier album du groupe américain de pop rock The Monkees. Il est sorti en 1966 sur le label Colgems (en).
Il se classe no 1 des ventes pendant treize semaines aux États-Unis et pendant sept semaines au Royaume-Uni. Le single Last Train to Clarksville, sorti quelques mois plus tôt, atteint également le sommet du hit-parade américain en novembre.

## Fiche technique

### Chansons
Toutes les chansons sont écrites et composées par Tommy Boyce et Bobby Hart, sauf mention contraire.
| 1. | (Theme from) The Monkees (en)   |                           | 2:20 |
| 2. | Saturday's Child                | David Gates               | 2:44 |
| 3. | I Wanna Be Free (en)            |                           | 2:24 |
| 4. | Tomorrow's Gonna Be Another Day | Tommy Boyce, Steve Venet  | 2:33 |
| 5. | Papa Gene's Blues               | Michael Nesmith           | 1:55 |
| 6. | Take a Giant Step               | Gerry Goffin, Carole King | 2:32 |

| 7.  | Last Train to Clarksville           |                                            | 2:40 |
| 8.  | This Just Doesn't Seem to Be My Day |                                            | 2:08 |
| 9.  | Let's Dance On                      |                                            | 2:30 |
| 10. | I'll Be True to You                 | Gerry Goffin, Russ Titelman                | 2:48 |
| 11. | Sweet Young Thing                   | Gerry Goffin, Carole King, Michael Nesmith | 1:54 |
| 12. | Gonna Buy Me a Dog                  |                                            | 2:38 |

En 1994, Rhino Records réédite The Monkees avec trois titres bonus :
| 13. | I Can't Get Her Off My Mind |                           | 2:55 |
| 14. | I Don't Think You Know Me   | Gerry Goffin, Carole King | 2:18 |
| 15. | (Theme from) The Monkees    |                           | 0:52 |

### Musiciens

#### The Monkees
- Micky Dolenz : chant (1, 2, 4, 6, 7, 9, 12), chœurs (5, 9)
- Davy Jones : chant (3, 8, 10, 12), chœurs (11)
- Michael Nesmith : chant (5, 11)
- Peter Tork : guitare (5, 11), chœurs (9)

#### Musiciens supplémentaires
- Keith Allison : harmonica (4)
- Hal Blaine : batterie (5, 11)
- Tommy Boyce : guitare (4, 6, 7), chœurs (9)
- Jimmy Bryant : violon (11)
- James Burton : guitare (5, 11)
- Glen Campbell : guitare (5, 11)
- Al Casey (en) : guitare (5, 11)
- Gary Coleman : percussions (5, 11)
- Bob Cooper : hautbois (6)
- Mike Deasy (en) : guitare (11)
- Frank DeVito : batterie (5, 11)
- Joseph Ditullio : violoncelle (8)
- Bonnie Douglas : violon (3)
- Wayne Erwin : guitare (tout sauf 3, 5, 11)
- Gene Estes : percussions (1, 2, 6, 7, 8, 10)
- Jim Gordon : batterie (5, 11)
- Bobby Hart : glockenspiel (6, 10), orgue (9, 12)
- James Helms : guitare (5)
- Ron Hicklin : chœurs (9)
- Jack Keller (en) : piano (6)
- Myra Kestenbaum : alto (3)
- Larry Knechtel : piano (11)
- Billy Lewis : batterie (tout sauf 3, 5, 11)
- Gerry McGee : guitare (tout sauf 5, 11)
- Don Peake : guitare (5)
- Bill Pitman : basse (5)
- Michel Rubini (en) : clavecin (3, 6)
- Fred Seykora : violoncelle (3)
- Louis Shelton (en) : guitare (tout sauf 5, 11)
- Paul Shure : violon (3)
- Larry Taylor : basse (tout sauf 3, 5, 9, 11)
- David Walters : percussions (7)
- Bob West : basse (11)

### Classements et certifications
| Pays (classement)             | Meilleure position |
| ----------------------------- | ------------------ |
| États-Unis (Billboard 200)    | 1                  |
| Royaume-Uni (UK Albums Chart) | 1                  |